# Dean Računica
Dean Dejo Računica (Šibenik, 5. prosinca 1969.), je bivši hrvatski nogometni reprezentativac i trenutačno nogometni trener.

## Igračka karijera
Nogometnu karijeru je kao 9-ogodišnjak započeo u Šibeniku, gdje je s 18 godina postao prvotimac. Karijeru nastavlja u splitskom Hajduku, te poslije u Austriji, Izraelu i Kini, s povremenim povratcima u Hajduk, gdje i završava igračku karijeru koju je morao prekinuti zbog liječničke preporuke (problematičan rad srca).
Igrao je na položaju veznog igrača, a poznat je i po dobrom izvođenju slobodnih udaraca.
Hajduk
U Hajduku je bio u 3 navrata,prvi nastup za Hajduk je debitirao u prvenstvenoj utakmici 1992/93 protiv Cibalije.Za Hajduk je odigrao 220 utakmica i zabio 46 golova,a vječno će se pamtiti ona protiv schalkea iz slobodnog udarca 1999.U Hajduk dolazi nakon što je zabio gol za Šibenik u pobjedi protiv Dinama.

#### Reprezentacija
Za hrvatsku reprezentaciju odigrao je dvije utakmice, protiv Meksika u Zagrebu 1992. (3-0), gdje je postigao i jedan pogodak, te protiv Slovačke u Bratislavi 1994. (1-4).

## Trenerska karijera
Odmah po prestanku igračke karijere prihvaća trenerski posao, završava Nogometnu akademiju HNS-a i praktički je od prvog dana igračke "mirovine" do 2010. prvi pomoćnik svim Hajdukovim trenerima. U ožujku 2010. postao je trener trećeligaša iz Klisa, Uskoka. Pune dvije sezone vodio je Junaka iz Sinja. U listopadu 2017. godine postaje pomoćnik Aljoše Asanovića  u FC Melbourne Knights. Od lipnja 2019. ima ulogu pomoćnog trenera Slavena Bilića u WBA-u.
Za vrijeme kvalifikacija, kao i na samom Europskom prvenstvu 2008. tadašnji hrvatski izbornik Slaven Bilić angažirao ga je kao opservatora na svim utakmicama suparnika hrvatske reprezentacije u natjecanju.

## Trofeji

### Klupska
HNK Hajduk Split
- Prvak Hrvatske (3): 1993./94., 1994./95., 2003./04.
- Hrvatski nogometni kup (3): 1993., 1995., 2003.

### Individualne
- Osvojio je nagradu hajdukovih navijača, Hajdučko srce za sezonu 2003./04.